# Domenico Rosselli
Domenico Rosselli, eigentlich Domenico di Giovanni di Bartolomeo Rosselli (* um 1439 in oder bei Pistoia; † um 1497/98 in Fossombrone) war ein italienischer Bildhauer.

## Leben und Wirken

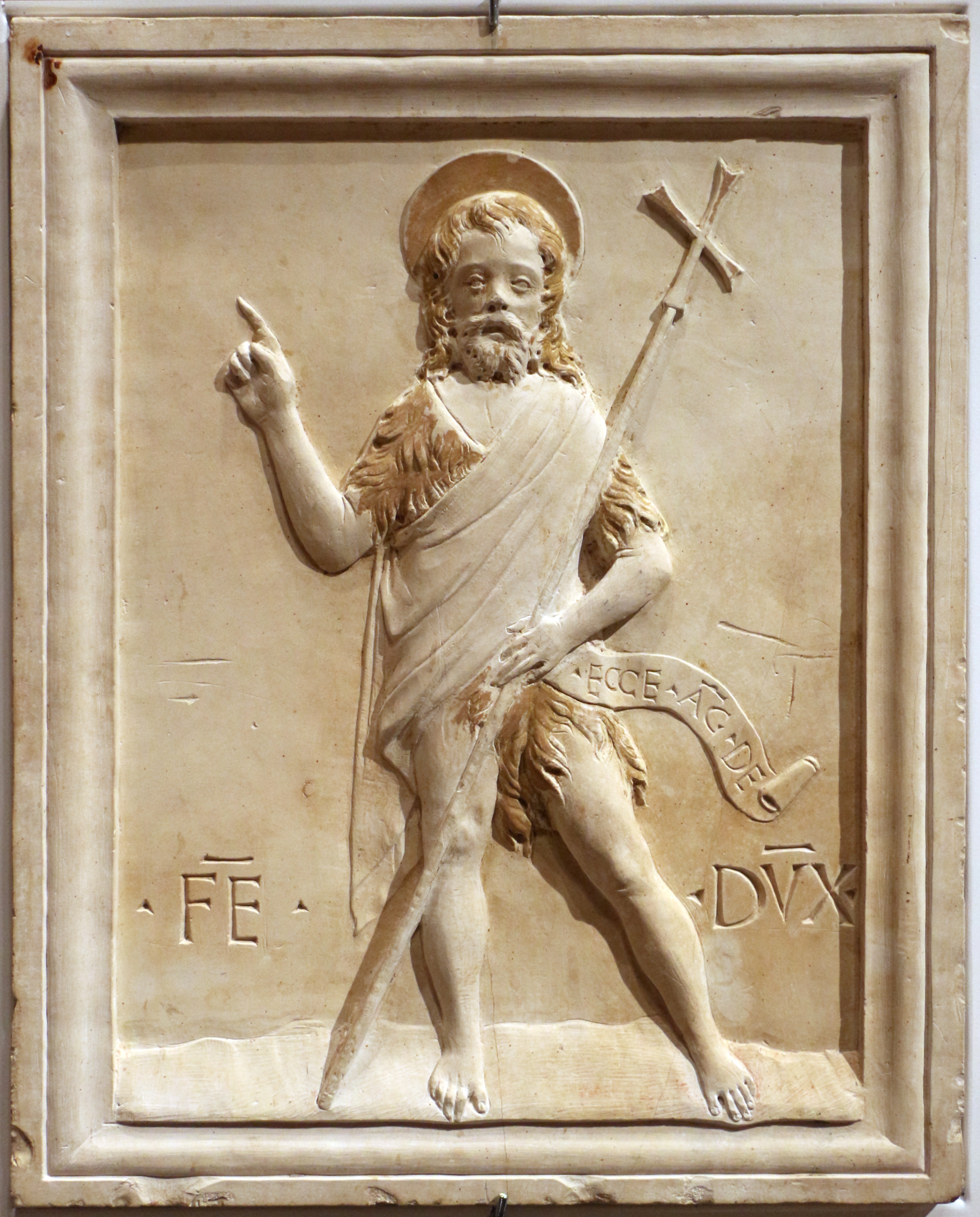
Johannes der Täufer, Relief im Palazzo Ducale von Urbino (um 1475)

Domenico Rosselli war vermutlich ein Schüler des florentinischen Bildhauers Antonio Rossellino. Ab 1464 war er als selbständiger Maler in der Bildhauerzunft in Florenz eingeschrieben. Da seine Arbeiten, im Gegensatz zu denen seiner Zeitgenossen, nicht so sehr geschätzt wurden, kehrte er Florenz in der Mitte der 1470er Jahre den Rücken und suchte sich neue Aufgaben in den Marken und den Romagna. 1480 vollendete er in Fossombrone einen großen Marienaltar, der zu seinen bedeutendsten Arbeiten gehört. Für den Palazzo Ducale in Urbino fertigte er Kamine und Türen und für den Palazzo Ducale in Pesaro Fensterrahmungen an.
Rosselli ist vor allem durch die vielen ihm zugewiesenen Madonnenreliefs bekannt. Einzelne Bildmotive wurden von ihm mehrfach wiederholt. Im Gegensatz zu den Arbeiten Antonio Rossellinos und Desiderio da Settignanos, an denen er sich zeitlebens orientierte, verzichtete er in seinen Werken weitgehend auf die schmückenden Hintergründe. Seine Reliefs sind sehr fein und detailreich ausgearbeitet.

## Werke (Auswahl)
- Berlin, Skulpturensammlung und Museum für Byzantinische Kunst
  - Maria mit dem Kinde.
  - Tobias mit dem Engel.
  - Maria mit dem stehenden Kinde.
- Budapest, Szépművészeti Múzeum
  - Maria mit dem Kinde.
- Colle di Val d’Elsa, Duomo
  - Kanzel. 1465 (zugeschrieben)
  - Taufbecken mit Johannes dem Täufer. 1465 (zugeschrieben)
- Fossombrone, Kathedrale
  - Marienaltar. 1480
- Krefeld, Kunstmuseen Krefeld
  - Maria mit dem Kinde. um 1480
- Hartford (Connecticut), Wadsworth Atheneum
  - Maria mit dem Kinde und drei Engeln.
- Jesi, Museo e Pinacoteca Comunali
  - Maria mit dem Kinde. (Fragment)
- Los Angeles, Los Angeles County Museum of Art
  - Maria mit dem Kinde. (zugeschrieben)
- Paris, Musée Jacquemart-André
  - Bildnis Papst Gregor der Große. um 1480
  - Der heilige Hieronymus. um 1480
  - Der heilige Aldebrand. um 1480
- Santa Maria a Monte, Chiesa di San Giovanni Evangelista e di Maria Vergine Assunta
  - Taufbecken. 1468